# Нуньес, Фелипе
Фелипе Алехандро Ну́ньес Безерра (исп. Felipe Alejandro Núñez Becerra; 25 февраля 1979, Каракас, Венесуэла) — венесуэльский и чилийский футболист, бывший вратарь футбольных клубов «Палестино» и «Уачипато».

## Детство
Фелипе Нуньес родился 25 февраля 1979 года в Каракасе, Венесуэла. В детстве играл в школьной команде под руководством Лино Алонсо. В 1991 году его родители развелись, и он переехал в дом своего деда в коммуне Эстасьон-Сентраль в Сантьяго.

## Клубная карьера
Начал свою карьеру в молодёжном клубе «Коло-Коло» в возрасте пятнадцати лет. После банкротства клуба в 2000 году покинул «Коло-Коло» и присоединился к клубу «Артуро Фернандес Виаль».
В середине 2002 года отправился в Мексику вместе с Себастьяном Гонсалесом, который собирался присоединиться к мексиканскому футбольному клубу «Атланте». Однако сам Чамаголь рекомендовал ему присоединиться к клубу «Торос Неса», и тот согласился.
В 2004 году вернулся на родину и присоединился к клубу «Палестино». Играя в клубе, показывал блестящие результаты, а участвуя в чилийской Клаусуре в 2008 году, финишировал в финале и был включён в командную лигу турнира, благодаря футбольному журналу El Gráfico. 5 сентября 2014 года ушёл из клуба из-за разногласий с новым тренером Пабло Геде.
22 января 2015 года вступил в клуб «Уачипато».

## Сборная
В 1999 году играл в южноамериканском чемпионате U-20 в составе молодёжной сборной Чили, а также принимал участие в Олимпийских играх 2000 года в составе сборной Чили.
В 2012 году получил предложение сыграть за сборную Венесуэлы, но отказался.